# Давидівці
Давидівці — село в Україні, у Кіцманській міській громаді Чернівецького району Чернівецької області. Населення — 1.088 мешканців. Основне населення — українці.
Мешканці села займаються рільництвом і тваринництвом, підприємницькою діяльністю та працюють в різних закладах.

## Географія
Відстань до обласного центру міста Чернівці — 30 км. автодорогами.

## Історія
Перша писемна згадка про поселення 1413 року в грамоті молдавського господаря.
З 24 серпня 1991 року село перебувало у складі Кіцманського району, Чернівецької області.
8 серпня 2017 року, в ході децентралізації та об'єднання сільських рад, село увійшло до Кіцманської міської громади.
17 липня 2020 року, в результаті адміністративно-територіальної реформи та ліквідації Кіцманського району, село увійшло до складу Чернівецького району.

## Населення

### Мова
Розподіл населення за рідною мовою за даними перепису 2001 року:
| Мова            | Кількість | Відсоток |
| --------------- | --------- | -------- |
| українська      | 1098      | 99.19%   |
| російська       | 6         | 0.54%    |
| білоруська      | 1         | 0.09%    |
| румунська       | 1         | 0.09%    |
| інші/не вказали | 1         | 0.09%    |
| Усього          | 1107      | 100%     |

Населення за переписом 2001 року становило 1107 осіб.
Національний склад населення за даними перепису 1930 року у Румунії:
| Національність | Кількість осіб | Відсоток |
| -------------- | -------------- | -------- |
| українці       | 1218           | 95,75 %  |
| євреї          | 48             | 3,77 %   |
| росіяни        | 5              | 0,39 %   |
| румуни         | 1              | 0,08 %   |

Мовний склад населення за даними перепису 1930 року:
| Мова       | Кількість осіб | Відсоток |
| ---------- | -------------- | -------- |
| українська | 1219           | 95,83 %  |
| їдиш       | 48             | 3,77 %   |
| російська  | 5              | 0,39 %   |

## Інфраструктура
- Пошта
- Медичний заклад
- Навчальний заклад
- Клуб
- Бібліотека
- Краєзнавчий музей
- Дитячий дошкільний заклад

## Видатні особистості села
- Агапіт (Бевцик Іван Васильович) (нар. 1965) — єпископ УПЦ
- Кавюк Василь Юрійович (нар. 1959) — полковник Прикордонної служби медицини, досяг великих успіхів в області медицини.
- Никодим (Руснак Василь Степанович) (1921—2012) — Митрополит Харківський та Богодухівський, постійний член священного Синоду Української Православної церкви, голова комісії з канонізації святих.
- Цурканович Іларіон Юрійович (1878—1947) — громадський та політичний діяч.

## Галерея

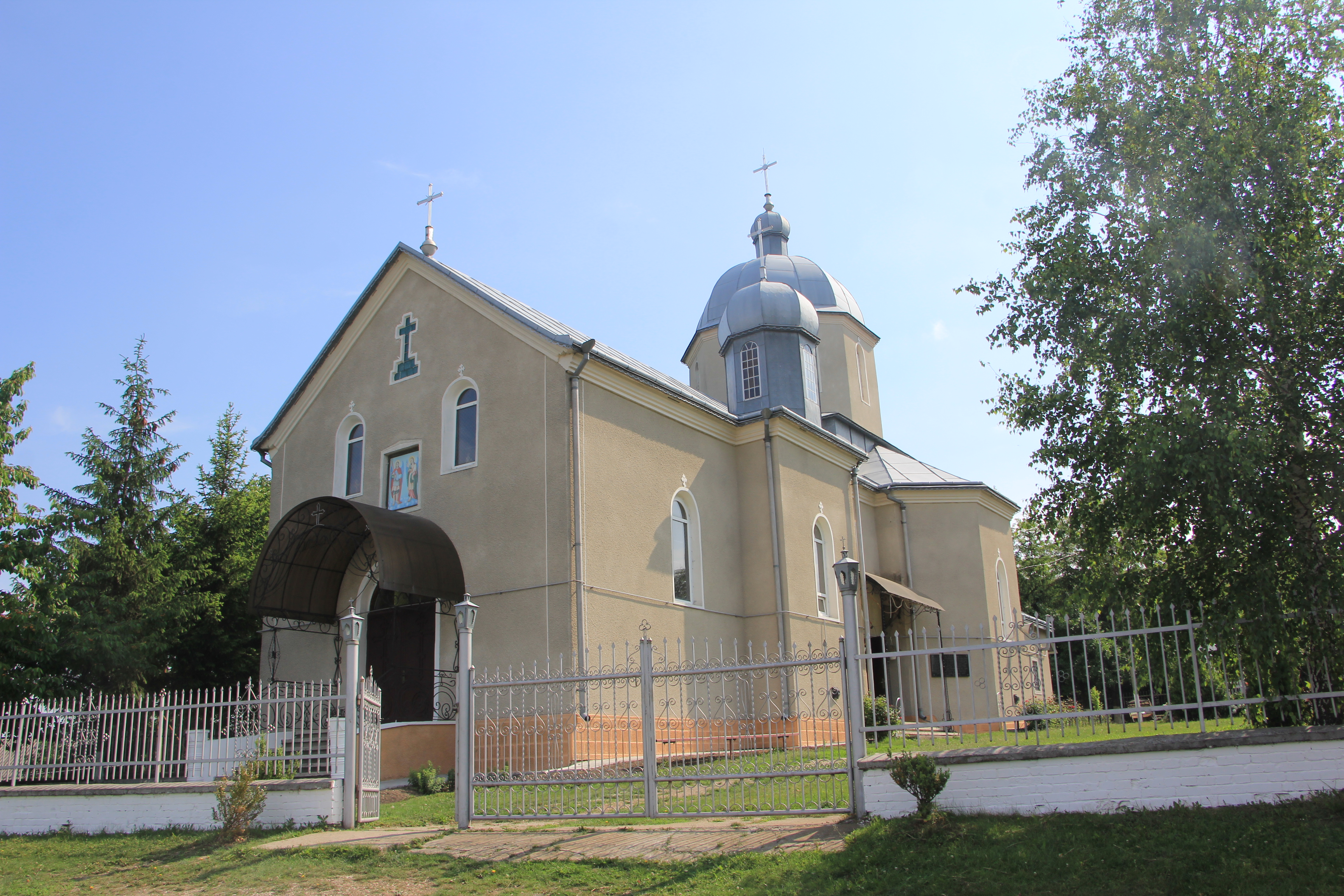
Церква в с. Давидівці
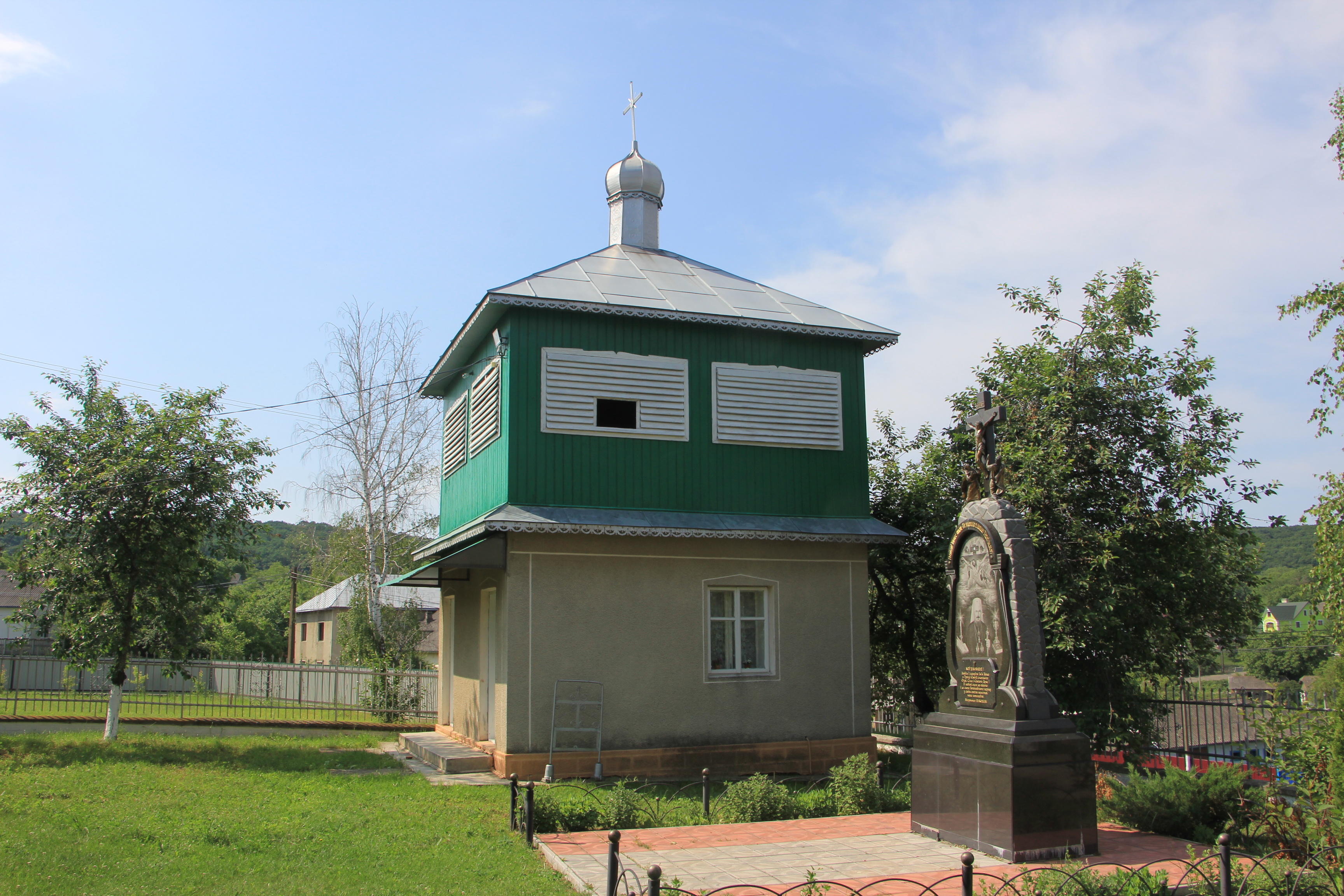
Церква в с. Давидівці. Дзвіниця
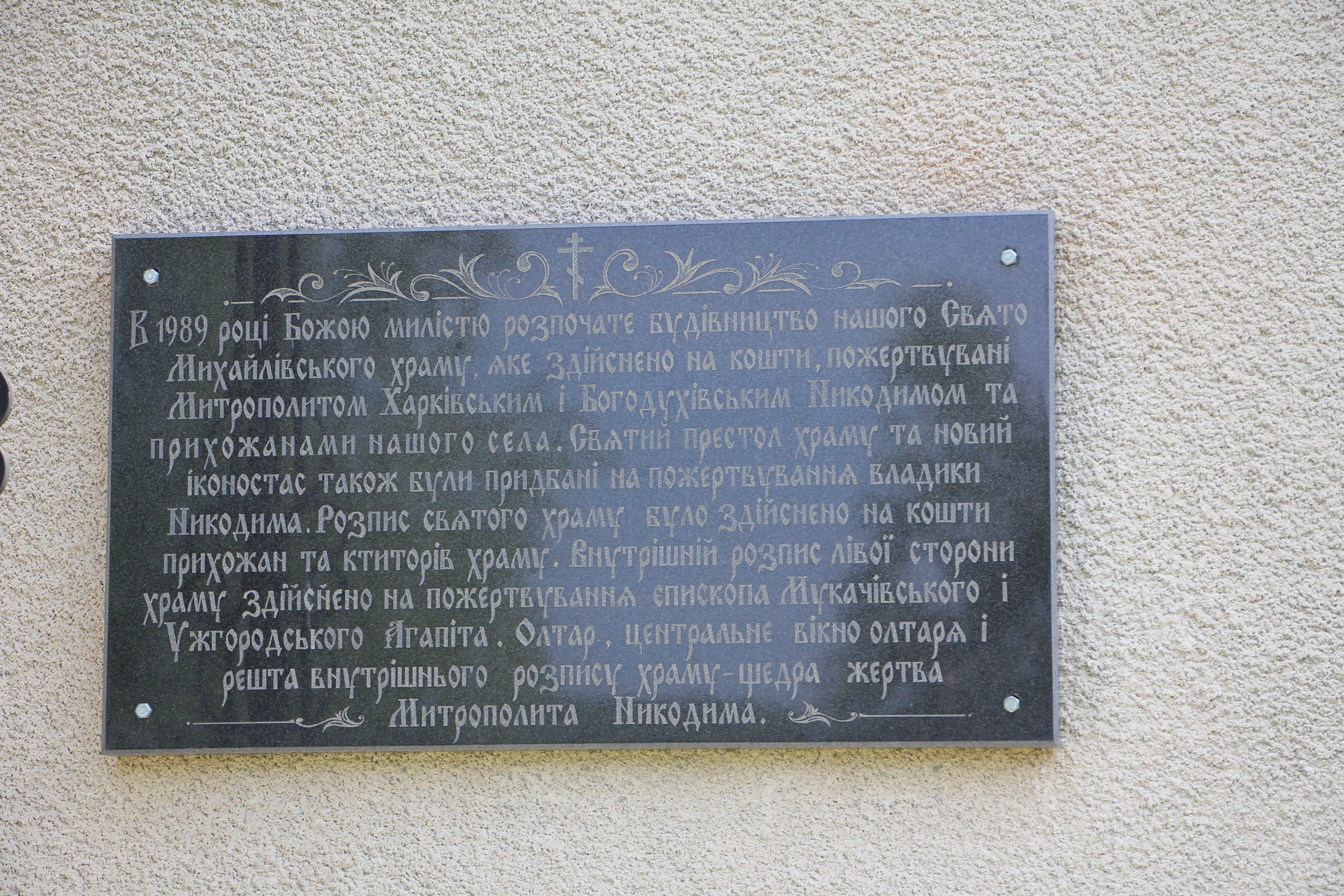
Церква в с. Давидівці